# Ліхтенвальд
Ліхтенвальд (нім. Lichtenwald) — громада в Німеччині, знаходиться в землі Баден-Вюртемберг. Підпорядковується адміністративному округу Штутгарт. Входить до складу району Есслінген.
Площа — 10,81 км2. Населення становить 2694 ос. (станом на 31 грудня 2020).